# Brigade 2506
La brigade 2506, ou brigade d'assaut 2506 (Brigada de Asalto 2506 en espagnol), est le nom de la formation militaire, composée d'exilés cubains anti-castristes, entraînée et armée par la CIA en mai 1960 en vue d'attaquer et de renverser le régime communiste cubain. La brigade a constitué le gros des forces en présence lors du débarquement de la baie des Cochons en avril 1961. Les exilés qui s’enrôlaient dans la brigade étaient considérés comme des mercenaires par la propagande cubaine en raison des primes que leur versaient les États-Unis.

## Effectifs
L'effectif total est de 1 511 hommes. 1 334 hommes constituaient la force embarquée dans le port de Puerto Cabezas au Guatemala dont 1 297 ont effectivement débarqué à Cuba, plus un contingent de 177 qui ont été parachutés.
Des 1 500 hommes qui la constituaient, 194 étaient des policiers du régime de Fulgencio Batista et, paradoxalement, 112 autres étaient des criminels et repris de justice.
Concernant le degré d’implication des États-Unis dans l'opération et l'usage répandu du qualificatif de « mercenaires » pour désigner les membres de la brigade, Jacobo Machover estime « temps d’en finir avec la vision erronée que le monde a de cette opération de la baie des Cochons : ce n’est pas un débarquement américain. Ils étaient tous Cubains et inspirés par la résistance française ». Pierre Kalfon nuance ce point de vue : si « la troupe qui débarque est composée presque exclusivement de Cubains, la fiction ne va pas au-delà ». « Ce sont les États-Unis qui ont organisé au Guatemala l’entrainement des hommes de la brigade. Ce sont eux qui les ont équipés, transportés, escortés de leurs destroyers, ont fourni les armes et tout l'appui logistique. Ce sont encore eux qui ont versé à chacun une allocation en dollars selon les charges des familles ».

## Organigramme

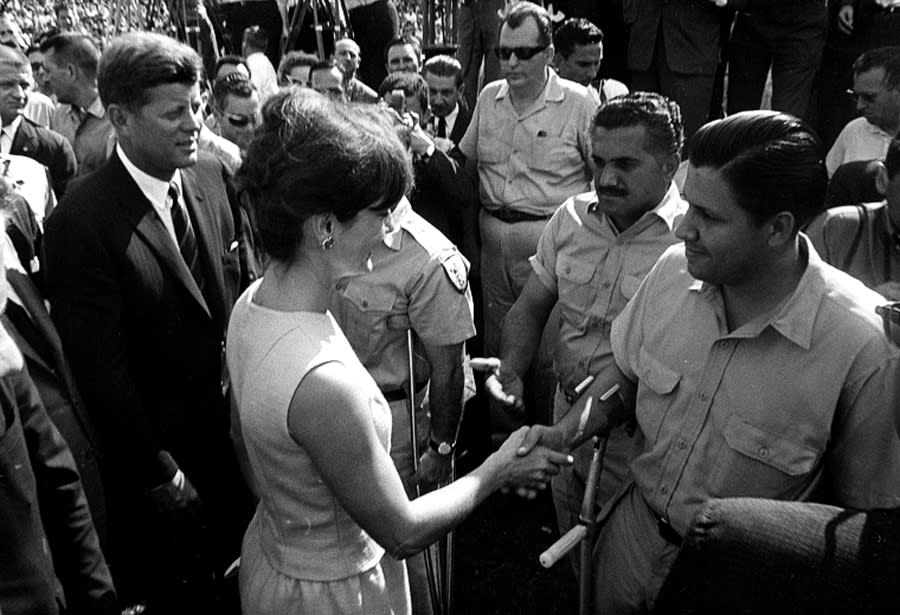
John Fitzgerald et Jacqueline Kennedy rencontrent des membres de la Brigade 2506, en 1962 à Miami.

Le dispositif est sous le commandement officieux du colonel Jacob Esterline (en) secondé par le colonel de l’USMC Jack L. Hawkins (en) tandis que les forces cubaines sont sous le commandement du commandant Pepe San Román avec comme second le commandant Emeido Oliva.
La brigade et l'aviation qui l'a soutenue étaient stationnées sur une base avancée nommée JMTrax près de Retalhuleu au Guatemala pour l'entrainement des exilés cubains avant de regrouper les moyens terrestres, aériens et navals à Puerto Cabezas au Nicaragua pour le débarquement.
- une section de plongeurs Underwater Demolition Team ;
- 1er bataillon de parachutistes (177 h.)
- 2e, 5e et 6e bataillons d'infanterie (270 h. chacun)
- 3e bataillon blindé ;
- 4e bataillon d'armes lourdes.

## Équipements

### Armement
- Cinq chars M41 Walker Bulldog ;
- Dix camions 4x4 Dogde de 2,5 T armés chacun d'une mitrailleuse M2 Browing ;
- Six jeeps ;
- Un bulldozer ;
- Un Landing Vehicle Tracked Buffalo
- Quatre mortiers M30 de 107 mm (en) ;
- Quinze mortiers de 81 mm ;
- Quarante-un mortiers légers de 60 mm ;
- Trois obusiers de 75 mm ;
- Soixante-quinze super-bazookas M20 de 89 mm ;
- Vingt-et-un canons sans recul M18A1 de 57 mm (en) et M20 de 75 mm (en) ;
- Huit lance-flammes ;
- Quatre-vingt-trois mitrailleuses Browning 1919 et M2 ;
- Quinze mille armes individuelles destinées aux maquis dont des fusils semi-automatiques M1941 Johnson[4] ;
- Quinze mille autres stockées pour une phase ultérieure de l'opération[3].

### Moyens aériens
La CIA a récupéré plusieurs types d'avions pour cette opération. Quelques pilotes américains de la garde nationale aérienne de l’Alabama ont participé aux opérations de combat.
- Vingt-six B-26B Invader auprès de l'USAF dont vingt vont être modifiés qui voleront sous l'étiquette fictive des Forces aériennes de libération (FAL) ;
- Huit Curtiss C-46 ;
- Sept C-54 Skymaster ;
- Deux PBY-5A Catalina.

### Moyens navals
Par divers biais, la CIA récupère et aménage divers navires et embarcations dont. :
- Cinq transports de la compagnie fictive Carcia Lines :
  - Houston (nom de code Aguja) ;
  - Atlantico (nom de code Tiburon) ;
  - Caribe (nom de code Sardina)
  - Rio Escondido, pavillon du Liberia (nom de code Ballena) ;
  - Lake Charles, pavillon du Liberia, servant aussi de navire-hôpital (nom de code Atun).
- Landing Craft Infantry Blagar (nom de code Marsopa)
- LCI(L) Barbara J. (nom de code Barracuda)
- Trois Landing Craft Utility type 1466 ;
- Un LCM 6 ;
- Quatre Landing Craft Vehicle & Personnel ;
- Plusieurs canots automobiles en aluminium.

## Pertes
Il y a quelques divergences selon les sources. Cable News Network en 2001 par exemple estime le nombre de tués à 114 tandis NBC News annonce le chiffre de 118 tués.  Dans l'ouvrage Safe for Democracy: The Secret Wars of the CIA, il est écrit que la brigade 2506 a eu 114 tués et 1 214 prisonniers. Frédéric Stahl dans un article du numéro 110 de Navires et Histoire estime que qu'il y a 1 197 hommes capturés (un pilote américain est compris dans ce chiffre) dont environ 300 blessés. 1 113 seront libérés le 23 décembre 1962 en échange de fournitures médicales.
Le transport Houston touché par un T-33A et un Hawker Sea Fury de l'aviation castriste à 6 h 50 le 17 avril s'échoue volontairement, le LCI(L) Barbara J. est touché au même moment mais l'équipage éteint l’incendie. À 9 h 30, le Rio Escondido est également touché par l'aviation castriste puis sombre.
À 11 h, un T-33A abat un B-26B des FAL. Deux autres B-26B seront abattus l’après-midi par des T-33A. Le 18 avril dans l’après-midi, deux autres B-26B subissent le même sort, abattus par un Sea Fury et deux T-33. Le 19 avril, deux ultimes B-26 sont abattus par des affuts quadruples de mitrailleuses Browning M2 et des canons antiaériens 37 mm Gun M1 (en).